# Mark Davis (snookerspeler)
Mark Davis (St. Leonards, Sussex, 12 augustus 1972) is een Engels snookerspeler. Hij is professional sinds 1991. Hij won in 2009 het door 888sport.com gesponsorde Six-red World Championship. In 2010 werd de bestaande Six-red World Grand Prix vervangen door het officiële Six-red World Championship. Davis won dat toernooi in 2012 en 2013.

## Persoonlijk
Hij heeft een broer genaamd Steve, echter is hij geen familie van meervoudig wereldkampioen Steve Davis, ook niet van de broers Fred en Joe Davis.

## Belangrijkste resultaten

### Niet-rankingtitels
| #  | Seizoen   | Toernooi                       | Verliezend finalist | Verliezend finalist | Score |
| -- | --------- | ------------------------------ | ------------------- | ------------------- | ----- |
| 1. | 2009/2010 | 888 Six-red World Championship | Mark Williams       | WAL                 | 6-3   |
| 2. | 2012/2013 | Six-red World Championship     | Shaun Murphy        | ENG                 | 8-4   |
| 3. | 2013/2014 | Six-red World Championship     | Neil Robertson      | AUS                 | 8-4   |

### Wereldkampioenschap
Hoofdtoernooi (laatste 32 of beter):
| #   | Seizoen   | Editie  | Prestatie  | Extra                                |
| --- | --------- | ------- | ---------- | ------------------------------------ |
| 1.  | 1993/1994 | WK 1994 | Laatste 32 | Verloor met 10-6 van Terry Griffiths |
| 2.  | 1994/1995 | WK 1995 | Laatste 16 | Verloor met 13-7 van Peter Ebdon     |
| 3.  | 1996/1997 | WK 1997 | Laatste 32 | Verloor met 10-8 van Ken Doherty     |
| 4.  | 2000/2001 | WK 2001 | Laatste 32 | Verloor met 10-5 van Stephen Hendry  |
| 5.  | 2007/2008 | WK 2008 | Laatste 32 | Verloor met 10-3 van Mark Williams   |
| 6.  | 2009/2010 | WK 2010 | Laatste 16 | Verloor met 13-5 van Mark Allen      |
| 7.  | 2011/2012 | WK 2012 | Laatste 32 | Verloor met 10-2 van Ali Carter      |
| 8.  | 2012/2013 | WK 2013 | Laatste 16 | Verloor met 13-10 van Stuart Bingham |
| 9.  | 2013/2014 | WK 2014 | Laatste 32 | Verloor met 10-5 van Dominic Dale    |
| 10. | 2014/2015 | WK 2015 | Laatste 32 | Verloor met 10-7 van Ding Junhui     |
| 11. | 2018/2019 | WK 2019 | Laatste 32 | Verloor met 10-7 van John Higgins    |
| 12. | 2020/2021 | WK 2021 | Laatste 32 | Verloor met 10-7 van Shaun Murphy    |